# Санчес, Хосе Энрике
Хосе́ Энри́ке Са́нчес Ди́ас (исп. José Enrique Sánchez Díaz; 23 января 1986, Валенсия) — испанский футболист, защитник. Выступал за молодёжную сборную Испании. Известен по выступлениям за английские клубы «Ньюкасл Юнайтед» и «Ливерпуль». В составе мерсисайдского клуба стал обладателем Кубка футбольной лиги 2012.

## Биография
Хосе Энрике начал футбольную карьеру в клубе «Леванте», в 2005 году перешёл в «Валенсию». В «Валенсии» он провёл лишь месяц, поскольку вскоре после перехода был отправлен в аренду в «Сельту», за которую и сыграл свои первые 14 матчей в испанской Примере. После окончания срока аренды Хосе Энрике был приобретён «Вильярреалом». За физическую силу и упорство Хосе Энрике получил прозвище «Бык».
6 августа 2007 года английский клуб «Ньюкасл Юнайтед» приобрёл Хосе Энрике за 6,3 миллиона фунтов стерлингов, выиграв борьбу за игрока у «Манчестер Сити» и «Сандерленда», и подписал с ним контракт на пять лет. Хосе Энрике дебютировал в английской Премьер-лиге 23 сентября того же года, выйдя на замену в матче с «Вест Хэм Юнайтед».
В сезоне 2007/08 Хосе Энрике нерегулярно появлялся в основном составе «Ньюкасла», поскольку тренер клуба, Сэм Эллардайс, доверял более опытным игрокам, в частности использовал на позиции левого защитника номинального полузащитника Шарля Н’Зогбию. В следующем сезоне Хосе Энрике чаще выходил в основном составе, однако общие неудачи «Ньюкасла», боровшегося за право остаться в Премьер-лиге, и последовавшие смены тренеров не позволили ему в должной мере проявить себя. По итогам сезона «Ньюкасл Юнайтед» вылетел из Премьер-лиги, команду покинули многие ведущие игроки. В приобретении Хосе Энрике был заинтересован мадридский «Атлетико», но реального предложения не последовало. Хотя изначально он был заинтересован в переходе в «Атлетико», позже испанец заявил, что покинет «Сорок» лишь в случае предложения от «Барселоны». В результате Хосе Энрике остался в «Ньюкасле». В сезоне 2009/10 он стал победителем Чемпионшипа в составе «Ньюкасла» и вошёл в Команду года этого турнира.
Сезон 2010/11 Энрике провёл в Премьер-лиге, где «Ньюкасл» снова получил право выступать. Летом 2011 года Хосе выступил с резкой критикой руководства клуба, которое позволило покинуть состав «сорок» целому ряду ключевых игроков, в том числе молодому форварду Энди Кэрролу и капитану команды Кевину Нолану. За это он был отстранён от тренировок на две недели.
В течение всей весны и первых месяцев лета 2011 года ходили слухи о том, что Хосе Энрике летом перейдёт в «Ливерпуль». В середине апреля экс-капитан «Ливерпуля» Фил Томпсон даже заявил, что соглашение по трансферу игрока уже есть. Однако, только в начале августа стало понятно, что вероятность этого трансфера действительно велика, и 11 августа 2011 года Хосе Энрике перешёл в «Ливерпуль».
1 апреля 2012 года в матче против «Ньюкасла», после удаления Пепе Рейны, Хосе Энрике встал на ворота почти на 10 минут, оставив их сухими. 17 ноября 2012 года в матче против «Уигана» (3:0) забил свой первый гол за «Ливерпуль».
Хосе Энрике завершил карьеру в 31 год.

## Достижения
- Обладатель Кубка Футбольной лиги: 2011/12